# Cormons

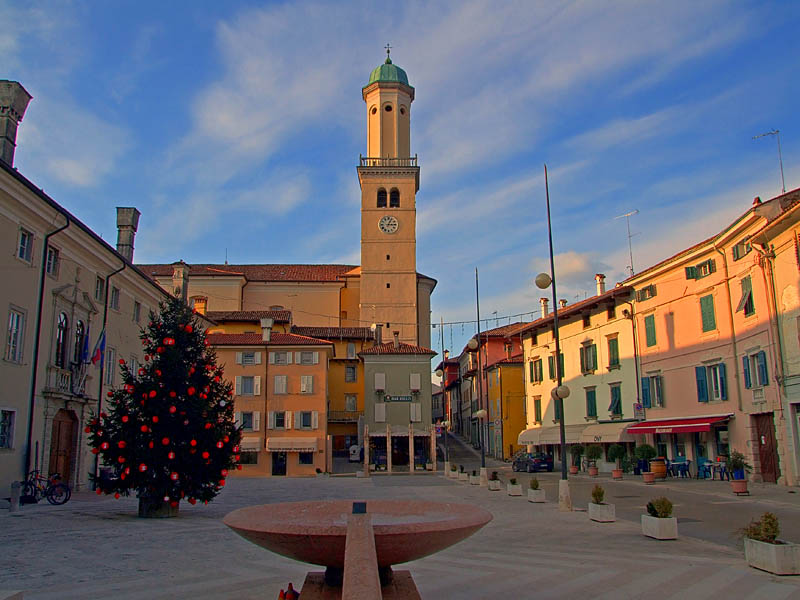
Cormons

Cormons is een gemeente in de Italiaanse provincie Gorizia (regio Friuli-Venezia Giulia) en telt 7639 inwoners (31-12-2004). De oppervlakte bedraagt 34 km², de bevolkingsdichtheid is 220 inwoners per km².
De volgende frazioni maken deel uit van de gemeente: Angoris, Borgnano, Brazzano, Giassico, San Rocco di Brazzano, Novali, Castelletto, Plessiva, Povia, Fornaci, Roncada, Monticello di Cormons.

## Geografie
De gemeente ligt op ongeveer 56 m boven zeeniveau.
Cormons grenst aan de volgende gemeenten: Collio (Brda) (SLO), Capriva del Friuli, Chiopris-Viscone (UD), Corno di Rosazzo (UD), Dolegna del Collio, Mariano del Friuli, Medea, Moraro, San Floriano del Collio, San Giovanni al Natisone (UD).